# Vrt muka
Vrt muka (franc Le Jardin des supplices) roman je francuskog spisatelja Octavea Mirbeaua, objavljen 1899., potkraj afere Dreyfus. Hrvatski prijevod : Vrt muka, Zagreb, Idiom, 2011.
Vrt muka : predstavlja alegoriju o licemjerju europske civilizacije kojom upravlja zakon ubojstva i u kojoj su pojedinci, žrtve takva zakona, osuđeni na tragičan završetak. Roman odražava i Mirbeauovu osudu krvavoga engleskoga i francuskog kolonijalizma koji čitave kontinente pretvara u strašne vrtove muka, a ujedno predstavlja i žestok napad na nakaznu moralnost buržoaskoga kapitalističkog društva i države.

## Citat
- « Vrt muka ! Strasti, apetiti, interesi, mržnje i laži, i zakoni, društvene institucije, pravda, ljubav, slava, junaštvo i religije – to su njegovi monstruozni cvjetovi i njegovi odvratni instrumenti vječite ljudske patnje. To što sam danas vidio i čuo, postoji i plače i jauče izvan ovog vrta, koji je za mene samo simbol, na cijelom planetu. »

## Vanjske poveznice
- Octave Mirbeau, Le Jardin des supplices (fr.).
- Pierre Michel, Predgovor (fr.).
- Octave Mirbeau, Vrt muka, « Rukopis »  Arhivirana inačica izvorne stranice od 22. ožujka 2021. (Wayback Machine).